# Palaeosepsioides marshalli
Palaeosepsioides marshalli är en tvåvingeart som beskrevs av Ozerov 2004. Palaeosepsioides marshalli ingår i släktet Palaeosepsioides och familjen svängflugor.
Artens utbredningsområde är Bolivia. Inga underarter finns listade i Catalogue of Life.